# Forêt nationale de Contendas do Sincorá
 (avril 2020).
La forêt nationale de Contendas do Sincorá (portugais : Floresta Nacional de Contendas do Sincorá) est une forêt nationale brésilienne. Elle se situe près de Contendas do Sincorá dans la région Nord-Est, dans l'État du Bahia.
Le parc fut créé en 1999 et couvre une superficie de 11 215,78 hectares.